# Rudolf Müller (Fluchthelfer)

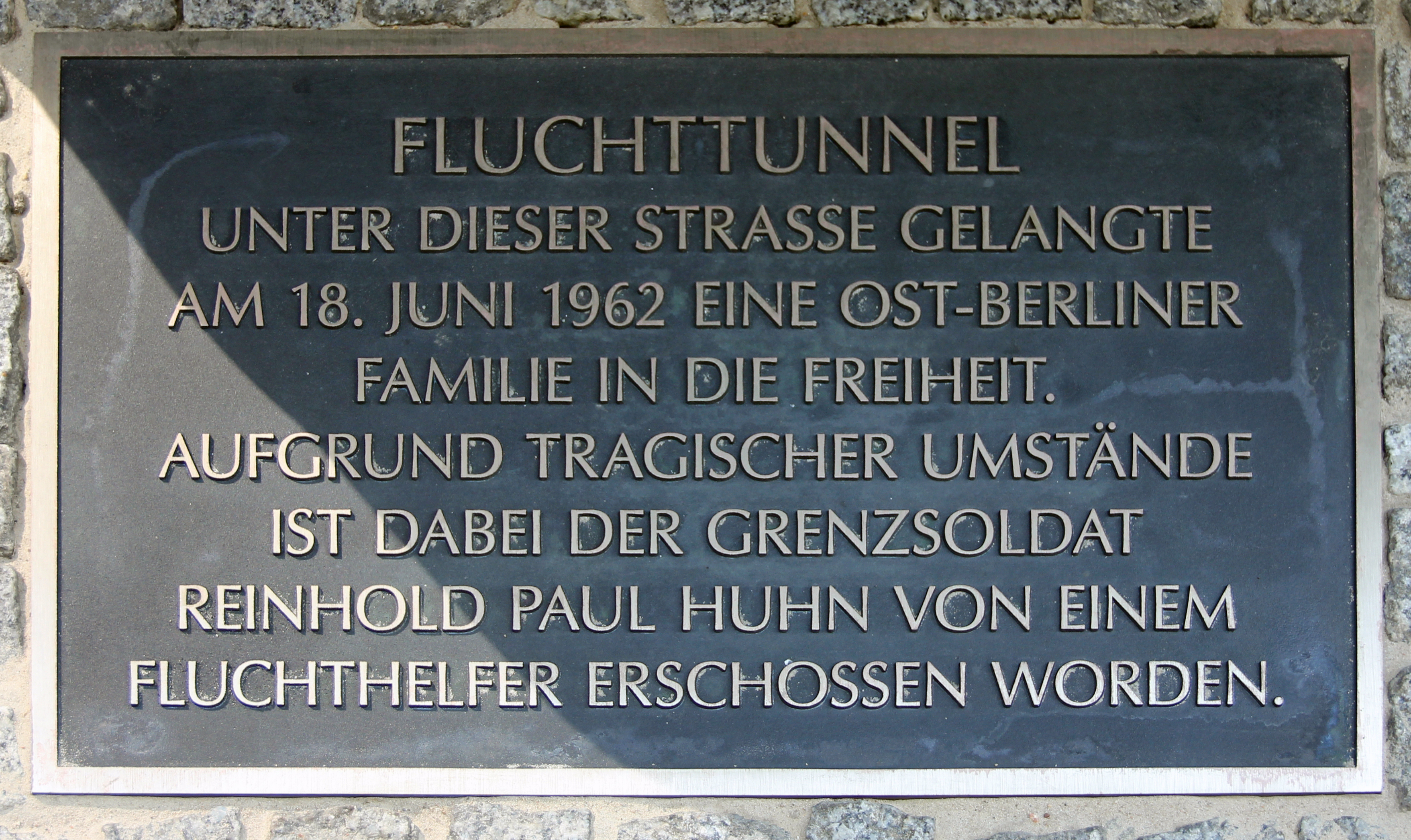
Gedenktafel, Zimmerstraße 54, in Berlin-Mitte

Rudolf Müller (* 22. Februar 1931 in Berlin) ist ein wegen der Tötung eines DDR-Grenzsoldaten zu einer Bewährungsstrafe verurteilter ehemaliger deutscher Fluchthelfer.

## Leben
Müller lebte mit seiner Familie in Ost-Berlin und kam als junger Mann zunächst zur Volkspolizei. Später ging er in den Westen, wurde von Geheimdiensten ausgeforscht und Mitglied der Kampfgruppe gegen Unmenschlichkeit. Nach freiwilliger Rückkehr in die DDR wurde er dort als Agent zu zwei Jahren Haft verurteilt. Vorzeitig entlassen wurde er Gießereiarbeiter in West-Berlin und lebte zunächst als Grenzgänger in Ost-Berlin, dann ständig in West-Berlin. Am 13. August 1961 trennte ihn der Bau der Berliner Mauer von seiner Frau und seinen beiden Kindern in Ost-Berlin. Mit weiteren Personen, die ebenfalls ihren Angehörigen die Flucht aus der DDR ermöglichen wollten, grub er 1962 von West-Berlin aus einen Tunnel zu einem Mietshaus in der Zimmerstraße Nr. 56 in Ost-Berlin.
Bei der Fluchthilfe für seine Familie erschoss Müller am 18. Juni 1962 in Ost-Berlin den Gefreiten der DDR-Grenztruppen Reinhold Huhn, der sich ihm und seiner Familie zwecks einer Ausweiskontrolle entgegenstellte. In westdeutschen Medien wurde anschließend jedoch eine Tatversion verbreitet, wonach Müller unbewaffnet gewesen sei und Schüsse von anderen Grenzsoldaten Huhns Tod verursacht hätten. Müller blieb über Jahrzehnte strafrechtlich unbehelligt.
Im Jahr 1999 wurde Müller wegen Totschlags vom Landgericht Berlin zu einer einjährigen Freiheitsstrafe auf Bewährung verurteilt. Im Jahr 2000 bewertete der Bundesgerichtshof in einem Revisionsverfahren die Tat obergerichtlich als Mord, änderte das Strafmaß aber nicht. Eine Verfassungsbeschwerde Müllers wurde vom Bundesverfassungsgericht nicht zur Entscheidung angenommen.
Im Anschluss an die gelungene Flucht 1962 zog Müller mit seiner Familie nach Frankfurt am Main. Nach Abendschule und einem Studium an der Akademie der Arbeit war er Betriebsrat, IG-Metall-Funktionär, Vorstandsvorsitzender der Maschinenbau- und Metall-Berufsgenossenschaft und Geschäftsführer des Berufsgenossenschaftlichen Arbeitsmedizinischen Dienstes (BAD). Daneben war er beratendes Mitglied beim Wirtschafts- und Sozialpolitischen Ausschuss der EU in Brüssel und Luxemburg.

## Ehrungen
- Bundesverdienstkreuz am Bande (30. Dezember 1993)[4]

## Schriften
- Opi – bist du ein Mörder? Tando-Verlag, Schwäbisch Hall 2004, ISBN 3-9809414-4-2.
- Tunnelflucht in Berlin. Tod eines Grenzers; Glaubte die deutsche Justiz den Lügen der Stasiakten? Eine wahre Geschichte. Books on Demand, Norderstedt 2007, ISBN 978-3-8334-6104-0.

## Film
- Der Todesstreifen – Tödliche Schüsse (Deutschland, 2000) Regie: Gernot Steinweg